# 蓝枕花蜜鸟
蓝枕花蜜鸟（学名：Kurochkinegramma hypogrammicum）为太阳鸟科花蜜鸟属的鸟类。分布于缅甸、泰国、马来半岛、印度尼西亚以及中国大陆的云南等地，多栖息于滋生草本植物的林中以及有时见于林园高大的树上。该物种的模式产地在印度尼西亚苏门答腊。

## 亚种
- 蓝枕花蜜鸟云南亚种（学名：Kurochkinegramma hypogrammicum lisettae）。分布于缅甸、泰国、马来西亚以及中国大陆的云南等地。该物种的模式产地在越南南部Col.desNuages。[2]